# Bulbul hualon
Nok hualon
Espèce
Synonymes
- Pycnonotus hualon Woxvold, Duckworth & Timmins, 2009

Statut de conservation UICN

 LC  : Préoccupation mineure
Le Bulbul hualon (Nok hualon) est une espèce de passereaux découverte en 2009 au Laos. C'est la première espèce de bulbuls à être décrite en Asie depuis un siècle.

## Systématique
L'espèce Nok hualon a été initialement décrite en 2009 par Iain A. Woxvold (d), John William Duckworth (d) et Robert J. Timmins (d) sous le protonyme de Pycnonotus hualon. Puis elle a été séparée du genre Pycnonotus par la classification de référence du Congrès ornithologique international (version 8.2, 2018) pour devenir l'unique espèce du genre monotypique Nok.

## Description

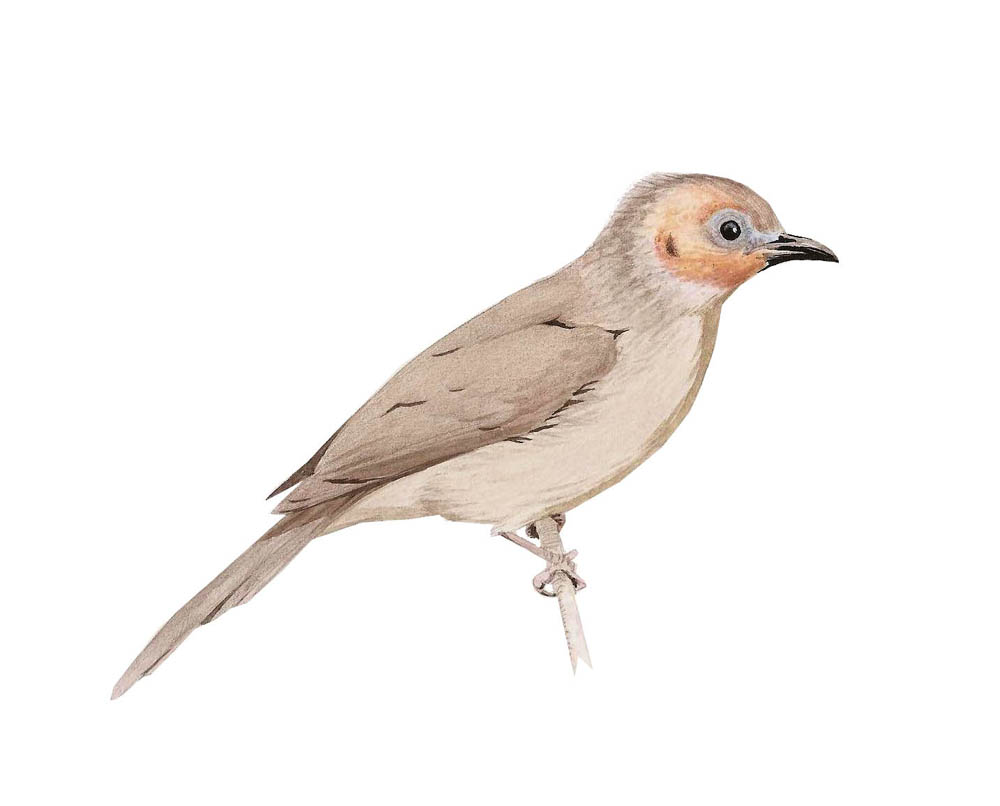
Aquarelle par Romain Risso.

Passereau d'aspect classique, principalement brun-gris clair, plus sombre sur le dos. Ailes et queue brun sombre. Le plumage s'éclaircit au niveau du cou, devenant blanchâtre. La tête est dénudée, recouverte d'un fin duvet brunâtre uniquement sur la calotte. La peau est couleur chair, plus ou moins rose, avec un large cercle oculaire bleuté. Le bec est noir, plutôt mince, et légèrement crochu à l'extrémité. Les pattes sont grisâtres. Il mesure environ 20 cm pour un poids de 32-40 g.

## Comportement
Espèce visible, peu craintive, principalement observée dans les arbres, mais aussi sur les affleurements rocheux. Se nourrit seule ou en couple. Le cri semble être un « gazouillis sec ». Rien n'est encore connu concernant le comportement reproducteur de l'espèce.

## Habitat, répartition et statut
Cette espèce est endémique du Laos. On la trouve uniquement dans la région de Pha Lom, dans le centre du pays, où elle vit dans les formations karstiques très irrégulières et érodées, parmi une végétation dense constituée de buissons et de petits arbres (moins de 4 m). Il est possible qu'elle soit présente ailleurs au Laos dans des régions présentant le même habitat. De par sa découverte très récente elle n'est pas encore classée par l'UICN. Cependant la région concernée subit des dégradations (carrière, déboisement, etc.) qui peuvent laisser penser que l'espèce est menacée.

## Étymologie
Son nom spécifique dérive du mot lao Hualon qui signifie « tête chauve » (Hua = tête), en fait c'est le nom que donnerait tout non spécialiste en découvrant cette espèce a la livrée terne. Tout à fait par hasard, cette espèce a été découverte dans un massif dépourvu de végétation dense et haute sur ses parties supérieures, que les Laotiens baptise souvent de « phou hualon ».

## Publication originale
- (en) I. A. Woxvold, J. W. Duckworth et R. J. Timmins, « An unusual new bulbul (Passeriformes: Pycnonotidae) from the limestone karst of Lao PDR », Forktail, Oriental Bird Club (d), vol. 25,‎ 2009, p. 1-12 (ISSN 0950-1746 et 2634-6990, lire en ligne).